# Humanistisk psykoterapi
Humanistisk psykoterapi eller humanistisk terapi er en samlebetegnelse for flere beslægtede tilgange til psykoterapi, der lægger vægt på at fremme det enkelte unikke menneskes udvikling som et selvstændigt og ansvarligt individ. Disse tilgange kaldes humanistiske, fordi de betoner det særligt menneskelige i tilværelsen og den enkeltes frihed.

## Anvendelsesområde og målgruppe
Humanistisk psykoterapi er velegnet til dem, der søger personlig vækst, selvudvikling og ønsker at forbedre deres livskvalitet. Humanistisk psykoterapi kan hjælpe dem, der kæmper med problemer med selvaccept, lavt selvværd eller selvkritik ved at styrke deres positive selvopfattelse. Humanistisk psykoterapi kan hjælpe dem, der kæmper med problemer med selvaccept, lavt selvværd eller selvkritik ved at styrke deres positive selvopfattelse.
I humanistisk psykoterapi lægges der holistisk vægt på det hele menneske, som er et menneske, der er i harmoni med sig selv og tager ansvar for at gøre, hvad det inderst inde selv ønsker og har behov for. Klienten er derfor ikke en passiv modtager af “redskaber eller “værktøjer” til problemløsning, men spejles og opmuntres til at tage ansvar og blive selvstændig. Terapien lægger mere vægt på at fremme en sund og ansvarlig udvikling end på at opfatte klienten som en syg eller forstyrret patient, der skal behandles. Samtalerne er ikke-strukturerede og følger ikke en manual, og terapeuten og klienten aftaler indholdet fra gang til gang. Forskning viser, at de fleste klienter har brug for 15 til 20 samtaler for at komme sig over deres problemer.
Humanistisk psykoterapi er særligt velegnet til klienter, som er nysgerrige på at udforske deres egne tanker og følelser og værdsætter en terapeutisk stil, der fremmer selvudfoldelse og personligt ansvar. Tilgangen er mindre velegnet til klienter, som er tilbøjelige til at søge konkrete løsninger på problemer eller foretrækker mere struktur og konkrete retningslinjer,

## Hovedtræk
Humanistiske psykoterapier er en gruppe af terapeutiske tilgange, der understreger vigtigheden af individets unikke oplevelse, selvaktualisering, personlige vækst og selvbevidsthed. Disse terapier fokuserer på at hjælpe individer med at udforske deres følelser, tanker og adfærd for at udvikle en dybere forståelse af sig selv og for at lette personlig udvikling og velvære.

## Kerneelementer
Empati: Terapeuten stræber efter at forstå og indleve sig i klientens subjektive oplevelse.
Aktiv lytning: Terapeuten lytter aktivt til klienter og reflekterer deres tanker og følelser for at lette selvudforskning.
Selvudforskning: Klienter opfordres til at udforske deres følelser, tanker og oplevelser for at opnå selvbevidsthed og personlig indsigt.
Autenticitet: Terapeuten må fokusere på at være ægte, gennemsigtig og autentiske i sin interaktion med klienten, så klienten kan blive mere autentisk.
Personligt ansvar: Klienter opfordres til at tage ansvar for deres egen vækst og udvikling.

## Teoretisk grundlag
Humanistisk psykoterapi er baseret på humanvidenskabelig psykologi, humanisme og eksistentiel filosofi.
De humanistiske terapier er kendetegnet ved at sætte et fokus på det menneskelige som en modvægt til naturvidenskab, neurovidenskab og naturalisme. Der tages udgangspunkt i det humanistiske menneskesyn, og mennesket opfattes derfor ikke som et dyr men som et helt væsen med frihed og valg. Det er derfor ikke hjernen, generne eller barndommen men derimod personens oplevelser og erfaringer, der er i fokus. Målet er at fremme klientens frihed og vækst. Dermed adskiller den humanistiske psykoterapi sig især fra neuropsykiatri, psykoanalyse og adfærdsterapi. De 4 vigtigste skoler inden for humanistisk psykoterapi er:
1. Personcentreret psykoterapi
2. Gestaltterapi
3. Oplevelsesorienteret psykoterapi
4. Fokuseringsorienteret psykoterapi

Humanistisk psykoterapi er delvist relateret til spirituel psykoterapi, og herunder var Abraham Maslow med til at grundlægge transpersonlig psykoterapi

## Metodetilgange
Humanistisk psykoterapi er en samlebetegnelse for en psykoterapeutisk retning, der dækker flere beslægtede metodetilgange. Nogle humanistisk psykoterapeuter vælger at kombinere flere af disse metoder:

### Personcentreret psykoterapi
Den humanistiske tilgang blev oprindeligt dels baseret på humanistisk psykologi, der blev betegnet som den tredje vej, fordi den var baseret på et alternativ til både psykoanalysen og adfærdsorienterede tilgange, der var mere naturvidenskabelige. Den første humanistiske tilgang var Carl Rogers's personcentrerede eller klientcentrerede metode, der lagde vægt på, at klienten ikke var betinget af biologiske anlæg og opvækstmiljø men var en person, der havde frihed og valg. Der lagdes vægt på de sunde menneske, der kan vokse, hvilket kunne fremmes gennem terapeutens ubetingede accept.

### Gestaltterapi
En anden tidlig tilgang var gestaltterapi, der blev grundlagt af Fritz Perls, som lagde vægt på at hjælpe klienter til at afslutte uafsluttede anliggender. Dertil blev blandt andet brugt metoden med stolen, hvor klienten taler til sig selv eller andre i en tom stol. Herigennem får klienten mulighed for at genleve situationer.
Gestaltterapiens hovedtese er, at mennesket er dynamisk foranderligt og altid ansvarlig for sit liv. Det er et selvregulerende væsen, der ved hjælp af sin medfødte evne til opmærksomhed over for sine behov og over for sine vilkår, er skabt til at overleve og folde sig ud i gensidig og meningsfuld kontakt med sine omgivelser. Denne gensidighed påvirker og forandrer både mennesket og omgivelserne uafbrudt, og derfor er også personlighedsdannelsen en proces der foregår hele tiden.
Menneskelivet er en proces over tid, hvilket betyder, at forandring er et vilkår, og at evnen til tilpasning til indre og ydre forandringer er en forudsætning for psykisk og fysisk sundhed. Hvis mennesket af en eller anden grund ikke kan opretholde en gensidig og dynamisk kontakt mellem sig selv og sine omgivelser, bliver tilpasning til de stadige forandringer forhindret. Dette kontaktbrud kan føre til psykiske problemer eller til psykisk sygdom.

### Oplevelsesorienteret psykoterapi
Den oplevelsesorienterede psykoterapi (experiential psychotherapy) er nyere og fra 1970’erne og lægger meget vægt på at opleve og udtrykke undertrykte følelser, reaktioner og potentialer med fokus på en ligeværdig relation mellem terapeut og klient, samt en indfølende holdning hos terapeuten. Der lægges vægt på udtryks-orienterede metoder som psykodrama og rollespil, kunst, kreative aktiviteter, dans og musik, der giver mulighed for genoplevelse af følelsesmæssige situationer.
Vigtige navne er Carl Whitaker og Alvin Mahrer.

### Fokuseringsorienteret psykoterapi
Humanistisk psykoterapi rummer også fokusering eller fokuserings-orienteret psykoterapi, der er en mindre psykoterapeutisk retning, som blev udviklet af Eugene Gendlin. Der lægges vægt på fokusering på kropslige fornemmelser.

### Løsningsfokuseret terapi
Dette er en nyere tilgang, som er baseret på den antagelse, at det forværrer problemer at beskæftige sig for meget med deres årsager. Derfor skal man i stedet tage afsæt i klientens oplevelser og rette sig mod at finde en løsning.

### Transaktionsanalyse
Tager udgangspunkt i de roller mennesker opbygger i livet. Undersøgelsen af disse roller kan danne afsæt for forandring

## Beslægtede retninger
- Positiv psykoterapi: En psykoterapeutisk retning, der delvist er baseret på den humanistiske tilgang, men også på kognitiv terapi[14]. Der lægges vægt på at fremme det positive i stedet for blot at fokusere på det negative. Tilgangen er beslægtet med positiv psykologi.
- Human givens psychotherapy: Tager udgangspunkt i at mennesket må tilfredsstille nogle basale behov[15]
- Psykosyntese: definerer Selvet som menneskets indre kerne af "ren bevidsthed og vilje". Psykosyntesen forsøger gennem en række psykoterapeutiske og spirituelle teknikker at kontakte og forløse de ubevidste komplekser og fortrængninger, såvel som højere intuitive og kreative potentialer[16].
- Eksistentiel-humanistisk terapi: Humanistisk psykoterapi er på visse punkter beslægtet med den amerikanske eksistentiel-humanistiske terapi[17][18]. Denne findes hos blandt andre Rollo May, James Bugental og Irvin Yalom, men er i forhold til den humanistiske tilgang dog mere eksistentiel og rettet mod konfrontation med eksistentiel angst. De europæiske tilgange til eksistentiel terapi er til gengæld meget filosofiske og har mindre til fælles med humanistisk psykoterapi, som er psykologisk.
- Emotionsfokuseret terapi: Er er en anden mindre psykoterapeutisk retning, der på visse punkter er inspireret af humanistisk psykoterapi og sommetider regnes som en del af den humanistiske tilgang. EFT har dog et mindre holistisk menneskesyn og bygger også på psykoanalyse. Der lægges i EFT især vægt på udtryk af undertrykte følelser.

## Humanistisk psykoterapi i Danmark
De humanistiske tilgange har haft en stor udbredelse i Danmark siden 1960’erne og 1970’erne. I Danmark findes blandt andet Carl Rogers forum samt Dansk Selskab for Personcentreret og Oplevelsesorienteret Psykoterapi. I Danmark undervises der blandt andet i humanistisk terapi ved Psykoterapeutisk Institut og ved Skolen for Eksistentiel og Oplevelsesorienteret Psykoterapi.
Lisbeth Sommerbeck og Claus Dalton Gawin har begge skrevet bøger om den personcentrerede tilgang. Lisbeth Sommerbeck og Allan Larsen har herunder redigerer antologien Empati, Accept og Ægthed: Arven efter Carl Rogers.
Hanne Hostrup har været en vigtig repræsentant for gestaltterapi. Hun har udgivet en bog om emnet. På dansk findes desuden Gestaltterapiens metode af Fritz Perls.
Walter Kempler var en amerikansk humanistisk psykoterapeut, der dels arbejdede i Danmark og i 1979 grundlagde Kempler Instituttet i Odense. Walter Kempler skrev både om gestaltterapi og oplevelsesorienteret terapi. Det kom blandt andet til udtryk i bogen Oplevelsesorienteret psykoterapi. Han var især interesseret i humanistisk familieterapi.Ruth Hansen skrev i 2017 bogen Oplevelsesorienteret psykoterapi.
Psykologen Bo Jacobsen har også været væsentlig for humanistisk psykoterapi. Han skrev blandt meget andet en generel introduktion til den humanistiske tilgang til psykoterapi. Jacobsen er cand. psych. samt PhD og dr. Phil og har også skrevet om humanistisk psykologi og den humanistiske tilgang til personligheden. Bo Jacobsen er specialist i psykoterapi og har været vigtig for udbredelsen af kendskabet til den humanistiske tilgang i Danmark. Jacobsen var i en længere årrække professor ved Københavns Universitet og blev senere privatpraktiserende psykolog.
Endelig har Niels Bagge været en dansk repræsentant for humanistisk psykoterapi. Bagge er en spirituelt orienteret psykolog, der blandt andet har skrevet om emotionsfokuseret terapi.

## Kritik
Humanistisk terapi er ofte mindre struktureret og teknikbaseret sammenlignet med andre terapiformer. Dette kan gøre det svært at standardisere behandlingen og evaluere dens effektivitet. Kritikere hævder, at humanistisk terapi kan være generisk og mangle en specifik og målfokuseret tilgang til behandling. Nogle klienter og terapeuter foretrækker terapiformer, der inkluderer mere konkrete redskaber og strategier til at håndtere specifikke psykiske udfordringer, hvilket humanistisk terapi ikke tilbyder.
Humanistisk terapi lægger stor vægt på klientens autonomi og selvvurdering, hvilket kan føre til, at terapeuten undlader at give struktur eller retning, når det er nødvendigt. Dette kan betyde, at terapien ikke altid er effektiv for klienter med mere alvorlige og komplekse psykiske problemer.
Humanistisk terapi kan fokusere på klientens aktuelle oplevelser og selvopfattelse, men nogle kritikere hævder, at den undervurderer betydningen af at udforske og forstå underliggende årsager til psykiske problemer.